# Niccola Clarelli Paracciani
Niccola Clarelli Paracciani (ur. 12 kwietnia 1799 w Rieti, zm. 7 lipca 1872 w Vico Equense) – włoski kardynał.

## Życiorys
Urodził się 12 kwietnia 1799 roku w Rieti, jako syn Giuseppe Clarellego i Teresy Paracciani. Studiował w archigimnazjum rzymskim, gdzie uzyskał doktorat utruque iure, a następnie pobierał nauki z zakresu dyplomacji na Papieskiej Akademii Kościelnej. Po studiach udał się do Rzymu, gdzie został szambelanem papieskim, relatorem Kongregacji Dobrego Rządu i kanonikiem bazyliki watykańskiej. 1 czerwca 1822 roku przyjął święcenia kapłańskie. Pełnił funkcje wikariusza w Rieti, prolegata w Bolonii i sekretarza Świętej Konsulty. 22 stycznia 1844 roku został wybrany biskupem Montefiascone, a 11 lutego przyjął sakrę. W dniu nominacji biskupiej został także kreowany kardynałem prezbiterem i otrzymał kościół tytularny San Pietro in Vincoli. Po włoskiej Wiośnie Ludów towarzyszył Piusowi IX w jego ucieczce do Gaety, a w 1854 roku zrezygnował z zarządzania diecezją, z przyczyn zdrowotnych. W latach 1860–1863 był prefektem Kongregacji ds. Biskupów i Zakonników, a w okresie 1863–1872 – sekretarzem Brewe Apostolskich. 22 lutego 1867 roku został podniesiony do rangi kardynała biskupa i nadano mu diecezję suburbikarną Frascati. W 1870 roku został archiprezbiterem bazyliki watykańskiej i prefektem Fabryki Świętego Piotra. Zmarł 7 lipca 1872 roku w Vico Equense.